# جزیره مانرا
جزیره مانرا (انگلیسی: Manra Island) یک جزیره در کیریباتی است که در اقیانوس آرام واقع شده است.

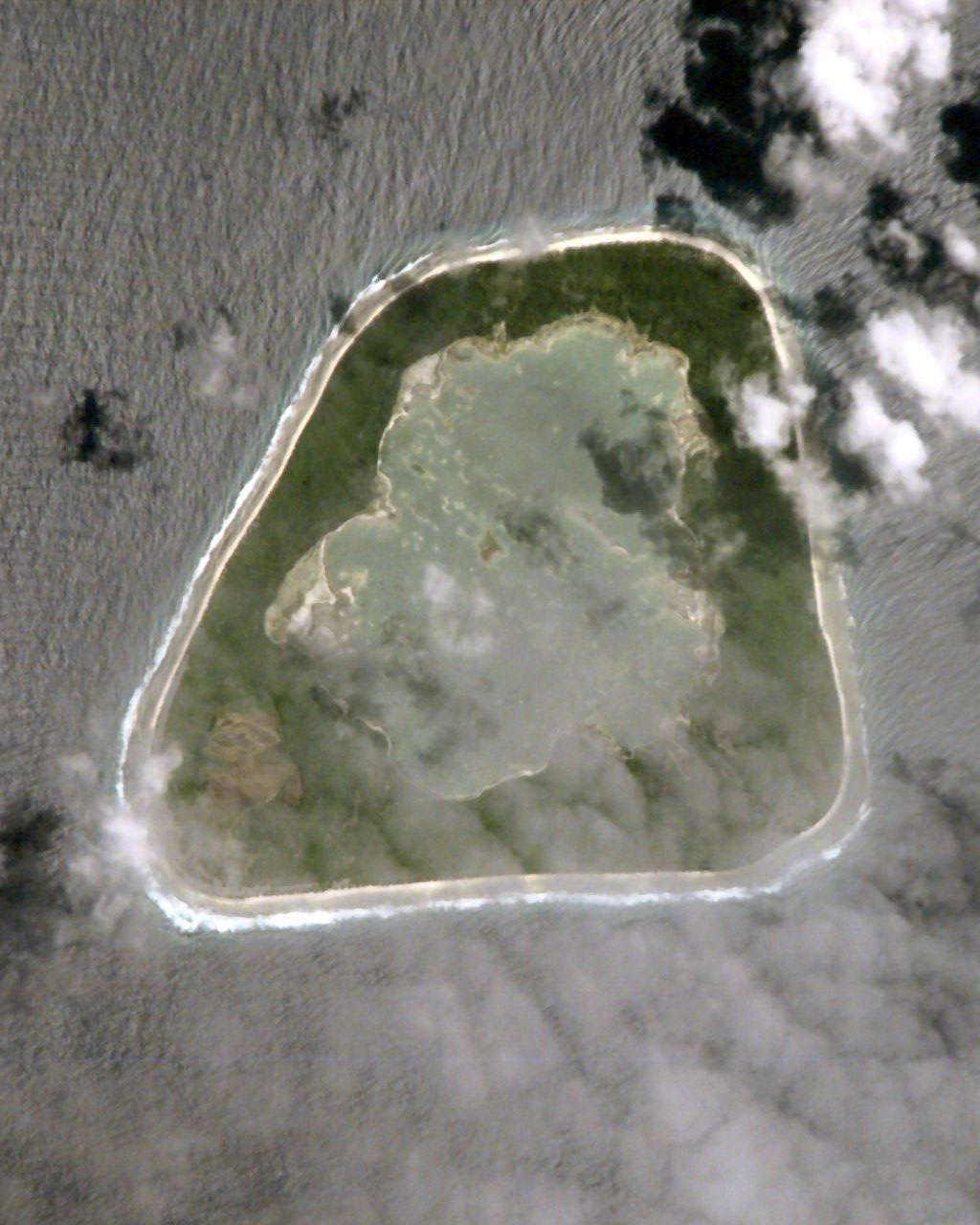
جزیره مانرا

## نگارخانه

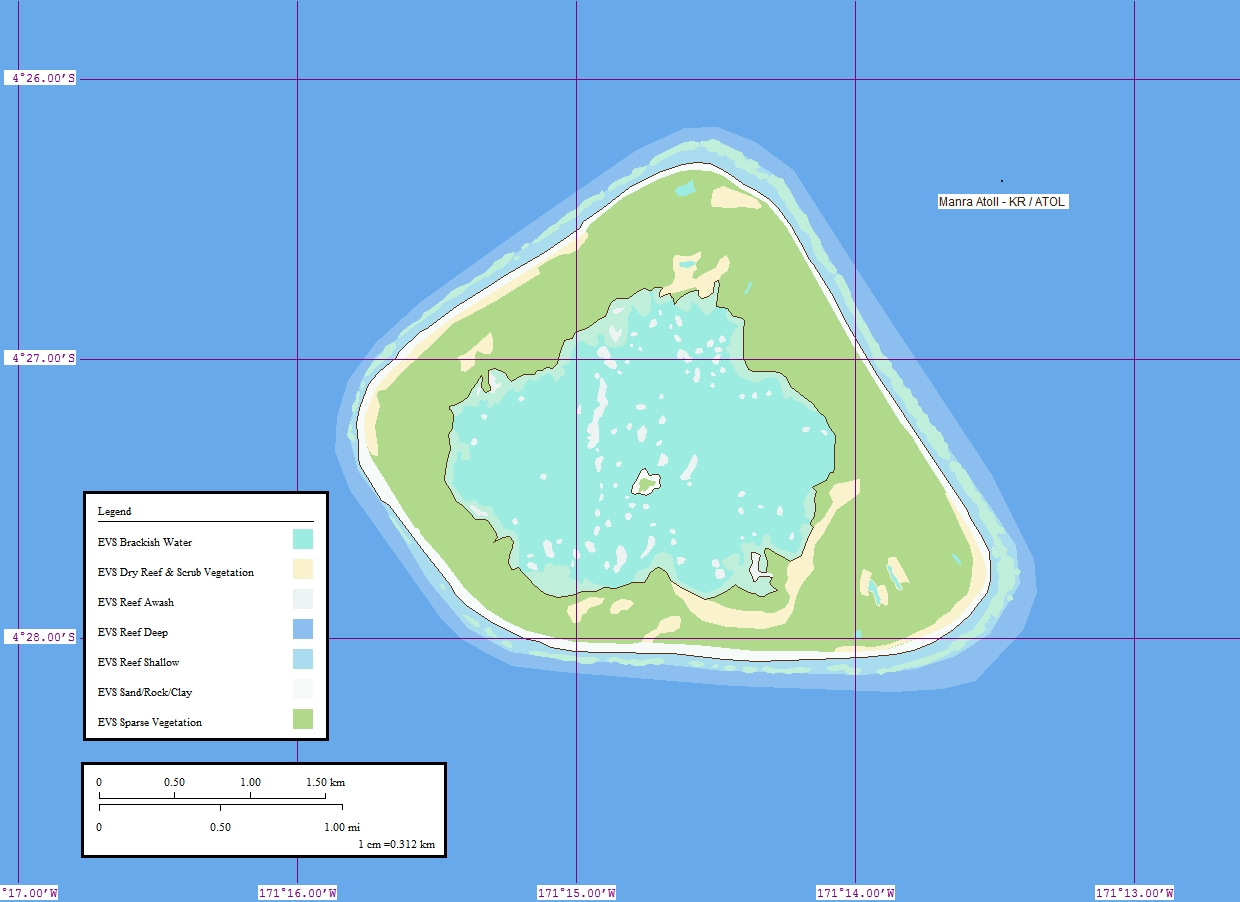
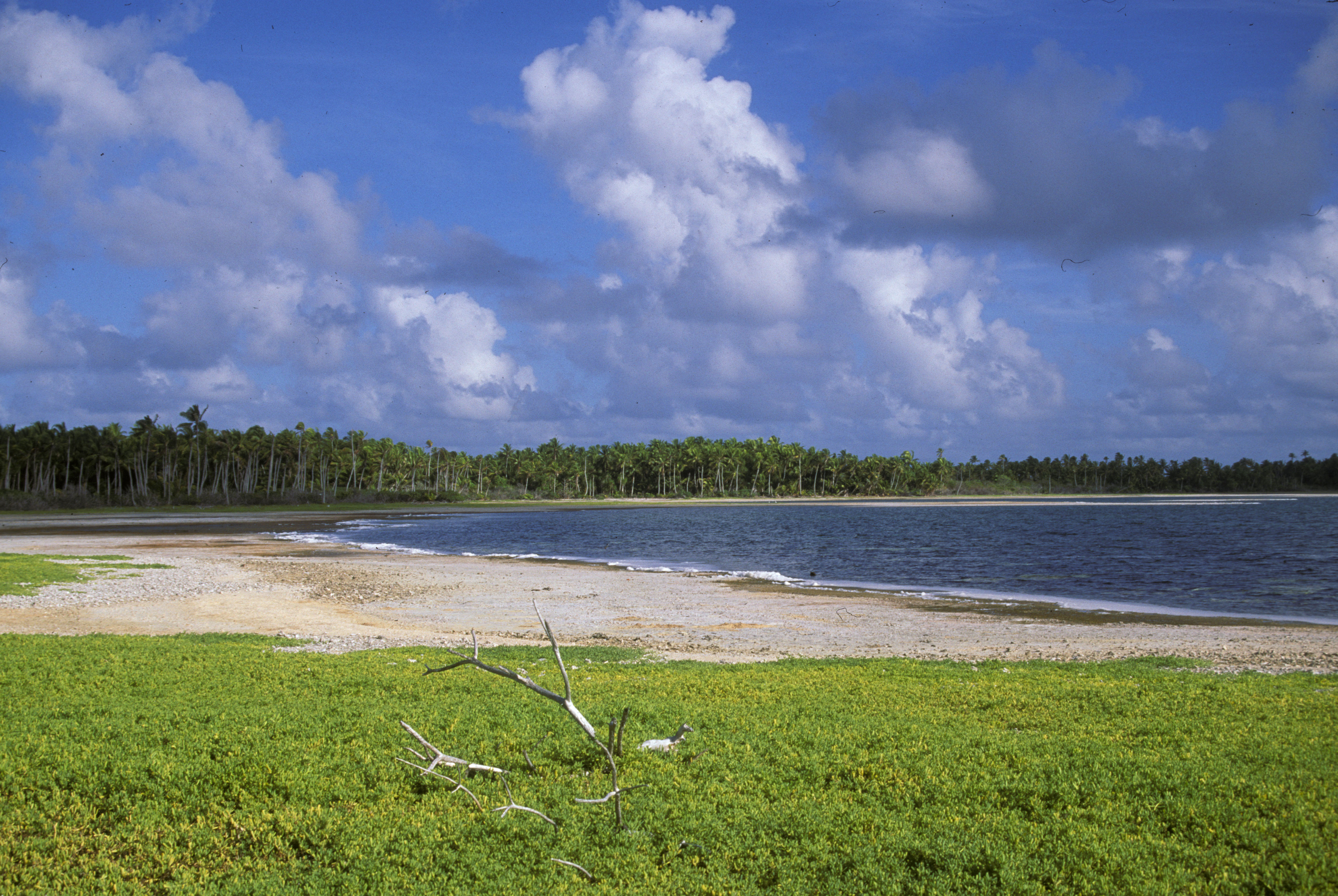
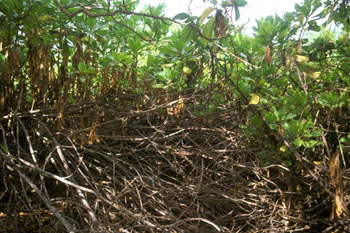
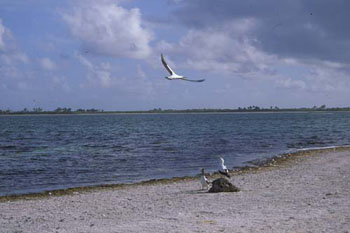